# Schlacht um Midway (1976)
Schlacht um Midway (Originaltitel: Midway) ist ein US-amerikanischer Kriegsfilm des Regisseurs Jack Smight. Er handelt von der großen Trägerschlacht im Juni 1942, die die Wende im Pazifikkrieg darstellte. Die Hauptrollen sind mit Charlton Heston, Henry Fonda, Edward Albert, Glenn Ford sowie Toshirō Mifune und James Shigeta besetzt. Daneben treten zahlreiche Hollywood-Größen in Nebenrollen auf.

## Handlung
Der Pazifik im Zweiten Weltkrieg – Am 18. April 1942, rund fünf Monate nach dem japanischen Überfall auf Pearl Harbor, werden Tokio und andere japanische Städte von US-amerikanischen Flugzeugen bombardiert (Operation Doolittle Raid). Die Japaner erkennen, dass sie nicht unverwundbar sind, wodurch Admiral Yamamoto Isoroku, Oberkommandierender der Kombinierten Flotte, die Zustimmung für seinen Plan M-1 erhält: einen massiven Schlag gegen den US-Stützpunkt der auf westlich von Hawaii liegenden Insel Midway. Yamamoto will die Insel einnehmen und die vier amerikanischen Flugzeugträger, die dem Angriff auf Pearl Harbor entgingen, zerstören und damit die japanische Herrschaft über den Pazifik zementieren und die USA zum Frieden zwingen. Im Mai kommt es zur Schlacht im Korallenmeer, bei dem die Amerikaner den Flugzeugträger Lexington verlieren. Nun strebt Yamamoto den Schlag auf Midway an. Zunächst soll als Finte eine Invasion der Aleuten-Inseln erfolgen, um die Aufmerksamkeit der Amerikaner vom eigentlichen Invasionsziel Midway abzulenken. Nach erfolgreicher Einnahme der Insel will Yamamoto die amerikanischen Flugzeugträger dann zur Schlacht zwingen und durch nummerische Überlegenheit bezwingen.
Die Amerikaner haben bereits seit Monaten den Code für den Funkverkehr der Japaner entschlüsselt, wenngleich sie nur einen geringen Teil dechiffrieren können. Durch eine List gelingt es ihnen jedoch herauszufinden, dass das wahrscheinlichste Ziel eines neuen Angriffs der Japaner Midway ist. Admiral Chester W. Nimitz, Befehlshaber der US-Pazifikflotte, will nun mit seinen drei verbliebenen Flugzeugträgern unter dem Kommando von Admiral Fletcher und Spruance zum Gegenschlag ausholen und die Japaner in einen Hinterhalt locken.
Einer von Nimitz' Offizieren, Captain Matt Garth, trifft seinen Sohn Tom wieder, den er seit der Scheidung von seiner Frau nicht mehr gesehen hat. Tom ist inzwischen Kampfpilot der US-Marine und offenbart ihm, dass er sich während des Studiums in eine japanisch-stämmige Amerikanerin verliebt hat, die mit ihrer Familie nach dem Angriff auf Pearl Harbor, wie andere Japaner interniert worden ist (Internierung japanischstämmiger Amerikaner). Tom bittet ihm zu helfen, dass die auf Pearl Harbor internierte Familie nicht auf das Festland verlegt wird, worauf Garth sich einlässt, obgleich es ihn in Konflikt mit der Navy bringt. Beide nehmen an Bord des Flugzeugträgers Yorktown an der Schlacht von Midway teil, Tom als Marineflieger, Matt Garth im Stab von Admiral Fletcher.
Am 4. Juni 1942 greifen die Japaner Midway an, wobei Vize-Admiral Nagumo Chūichi die Flugzeugträger führt. Mangelhafte Aufklärung, falsche Annahmen über die mögliche Anwesenheit des Feindes, Uneinigkeiten unter seinen Offizieren und falsche Entscheidungen Nagumos führen jedoch dazu, dass die Japaner zu spät erkennen, dass sie den Amerikanern genau in die Falle gelaufen sind. Zwar gelingt es ihnen zwei Angriffswellen der amerikanischen Trägerflugzeuge abzuwehren, wobei Tom schwer verletzt wird, doch bricht eine dritte Welle durch. Innerhalb von fünf Minuten treffen ihre Bomben drei der vier japanischen Flugzeugträger – die Akagi, die Kaga und die Sōryū, die in Flammen aufgehen. Zwar gelingt es Konteradmiral Yamaguchi Tamon mit dem letzten verbleibenden Träger, der Hiryū, die Yorktown zu treffen. Matt Garth, der mangels Piloten als Veteran eine Jagdmaschine bestiegen hat, stirbt infolge der Luftkämpfe gegen die Japaner.
Die Amerikaner holen zum Gegenschlag aus und bombardieren erfolgreich die Hiryū, wodurch die Japaner, die nun alle ihre vier eingesetzten Flugzeugträger verloren haben, den Rückzug antreten. Die Schlacht endet mit einem großen Sieg für die Amerikaner.

## Produktion und Veröffentlichung
Verglichen mit dem 6 Jahre zuvor erschienenen Film Tora! Tora! Tora!, der den Angriff Japans auf Pearl Harbor inszenierte und 25 Millionen US-Dollar kostete, kam die Verfilmung der Schlacht um Midway mit einem Budget von lediglich vier Millionen US-Dollar aus. Ermöglicht wurde dies, indem man auf eigene echte Aufnahmen von Flug- und Kriegsszenen weitgehend verzichtete. Stattdessen bediente man sich am Bildmaterial von Tora! Tora! Tora! (Szenen angreifender japanischer Flugzeuge und Bombenabwürfe) und Original-Aufnahmen aus dem Zweiten Weltkrieg (Flugszenen, Seegefechte, Flakfeuer, ins Meer stürzende Flugzeuge etc.).
In den USA hatte der Film am 18. Juni 1976 Premiere; in der Bundesrepublik Deutschland lief er am 7. Oktober 1976 an.

## Kritiken
„Ein handwerklich perfekter Kriegsfilm mit prominenter Besetzung, der jedoch den Krieg auf fatale Weise zu einem ‚Spiel für harte Männer‘ reduziert und keine historischen Zusammenhänge aufzeigt.“

## Hintergrund
- „Schlacht um Midway“ war einer der wenigen Filme, in denen (in besonders ausgerüsteten Kinos) das Sensurround-Tonverfahren zum Einsatz kam, welches ein besonders authentisches, geradezu körperliches Empfinden der Schlachtgeräusche (durch die Wiedergabe sehr tiefer Töne bis herunter zu 15 Hz) vermittelte. Das Verfahren erreichte jedoch weltweit nur eine geringe Verbreitung und wurde bald wieder eingestellt.
- In Nebenrollen spielen Erik Estrada, Steve Kanaly und Tom Selleck.
- Gedreht wurde auf Navy-Basen in Los Angeles, Long Beach und Pensacola. Die Flugzeugträger-Szenen (auch die der japanischen Seite) wurden auf der Lexington gedreht.
- Der Regisseur Smight ersetzte den zuerst verpflichteten John Guillermin.
- Der zweifache Oscar-Gewinner Henry Fonda verkörperte den US-Admiral Nimitz in diesem Film zum zweiten Mal. Schon 1965 hatte er ihn in dem Film Erster Sieg (In Harm’s Way) unter der Regie von Otto Preminger gespielt.
- Neben Henry Fonda spielen weitere preisgekrönte Darsteller mit: Charlton Heston (Oscar 1960), Edward Albert (Golden Globe 1973), Glenn Ford (Golden Globe 1962) und Cliff Robertson (Oscar 1969). Die Darsteller Dabney Coleman (Golden Globe 1988) und James Coburn (Oscar 1999) wurden erst später geehrt, während Robert Mitchum in seiner Karriere nicht berücksichtigt wurde.
- Auch hinter der Kamera arbeiteten preisgekrönte Mitarbeiter: Der Produzent Mirisch (Oscar 1968), der Komponist John Williams (Oscars 1972, 1976, 1978, 1983, 1994 und 43 weitere Nominierungen, sowie Golden Globes 1976, 1978, 1983, 2006), der Art-Director Walter H. Tyler (Oscar 1951), die Ton-Ingenieure Robert L. Hoyt, Earl Madery und Robert Heman jr. (jeweils Oscar 1976).
- Militärischer und technischer Berater war Vizeadmiral Bernard M. Stream.
- John Ford drehte 1942 einen Dokumentarfilm als Augenzeuge der Schlacht. Als Sprecher in diesem Film war Hauptdarsteller Henry Fonda zu hören.

## Geschichtlicher Hintergrund
- Die Schlacht im Korallenmeer fand am 7. und 8. Mai 1942 südwestlich der Salomonen statt. Sie ging unentschieden aus. Die Vereinigten Staaten verloren ca. 540 Mann, den Flottenträger Lexington, einen Zerstörer und einen Tanker. Die Japaner hatten ca. 3.500 Tote zu beklagen, verloren den leichten Träger Shōhō und einen Zerstörer.
- Die Schlacht um Midway fand vom 4. bis zum 7. Juni 1942 bei den Midway-Inseln statt. Diese Trägerschlacht bedeutete die Wende im Pazifikkrieg. Die US-Navy verlor den Flottenträger Yorktown, einen Zerstörer, 98 Trägerflugzeuge und hatte 307 Tote zu beklagen. Die Japaner hingegen verloren neben einem Kreuzer die Flottenträger Akagi, Kaga, Sōryū und Hiryū mit ca. 300 Trägerflugzeugen und verzeichneten ca. 4.800 Tote. Von dieser Niederlage sollte sich die japanische Marine nicht mehr erholen.
- Yamamoto Isoroku war Oberkommandierender der Vereinigten Flotte der Kaiserlichen Marine. Er war unter anderem an den geheimen Planungen zum Angriff auf Pearl Harbor 1941 beteiligt. In einem Gespräch vor dem Angriff mit dem japanischen Premierminister Konoe Fumimaro erklärte er sinngemäß, er könne im Falle eines Krieges mit den Vereinigten Staaten und dem Vereinigten Königreich mehrere Monate lang ungehindert operieren und ihnen zahlreiche Niederlagen zufügen, danach werde aber die Wirtschaftsmacht der Vereinigten Staaten greifen und Japan werde den Krieg innerhalb weniger Jahre unweigerlich verlieren. Yamamoto war überzeugt, dass nur ein schneller, entscheidender Schlag gegen die amerikanische Flotte seinem Land genug Zeit geben werde, um den Alliierten so viele Niederlagen zuzufügen, dass diese mit dem Zugeständnis der Anerkennung der japanischen Vorherrschaft in Ostasien um Frieden bitten müssten.[4] Yamamoto starb am 18. April 1943, als amerikanische Jäger vom Typ P-38 Lightning sein Flugzeug, mit dem er zu einer Truppeninspektion nach Rabaul unterwegs war, abschossen.

## Synchronisation
Die deutsche Fassung entstand bei der Berliner Synchron. Das Dialogbuch schrieb Lutz Arenz, Regie führte Dietmar Behnke.
| Darsteller         | Rolle                            | Synchronsprecher    |
| ------------------ | -------------------------------- | ------------------- |
| Henry Fonda        | Admiral Chester W. Nimitz        | Wilhelm Borchert    |
| Charlton Heston    | Captain Garth                    | Hellmut Lange       |
| James Coburn       | Captain Maddox                   | Edgar Ott           |
| Robert Mitchum     | Vizeadmiral William F. Halsey    | Arnold Marquis      |
| Robert Wagner      | Lt. Commander Blake              | Randolf Kronberg    |
| Glenn Ford         | Vizeadmiral Raymond A. Spruance  | Heinz Petruo        |
| Robert Webber      | Rear Admiral Frank Jack Fletcher | n.n.                |
| Edward Albert      | Garth, Fähnrich zur See          | Norbert Gescher     |
| Toshirō Mifune     | Admiral Yamamoto Isoroku         | Michael Chevalier   |
| Hal Holbrook       | Commander Rochefort              | Jürgen Thormann     |
| Cliff Robertson    | Commander Jessop                 | Christian Rode      |
| James Shigeta      | Vizeadmiral Nagumo Chūichi       | Wolfgang Lukschy    |
| Monte Markham      | Lt. Commander Leslie             | Gerd Holtenau       |
| Christopher George | Lt. Commander McClusky           | n.n.                |
| Glenn Corbett      | Lt. Commander Waldron            | Heinz Theo Branding |
| Pat Morita         | Konteradmiral Kusaka Ryūnosuke   | n.n.                |
| Robert Ito         | Fregattenkapitän Genda Minoru    | Claus Jurichs       |
| Gregory Walcott    | Captain Buckmaster               | n.n.                |
| Dabney Coleman     | Captain Arnold                   | n.n.                |
| Kevin Dobson       | Ensign Gay                       | n.n.                |
| Larry Pennell      | Captain Cyril Simard             | n.n.                |
| Ed Nelson          | Admiral Harry Pearson            | Lothar Blumhagen    |